# شین دونگ می
شین دونگ می (کره‌ای: 신동미؛ زادهٔ ۲۹ نوامبر ۱۹۷۷) بازیگر اهل کره جنوبی است.

## حرفه
شین دونگ می حرفهٔ بازیگری خود را در سال ۱۹۹۸ در تئاتر آغاز کرد. او در سال ۱۹۹۹ به عنوان بازیگر تئاتر موزیکال کار خود را آغاز کرد و سپس حرفهٔ خود را در تلویزیون در سال ۲۰۰۱ و در سینما در سال ۲۰۰۶ با فیلم به عقب نگاه نکن شروع کرد. شین دونگ مین نخستین نقش اول زن را در فیلم رومنس جو (۲۰۰۲) انجام داد. او سپس در فیلم یک مسئله یک برداشت برای دومین بار نقش اول زن ایفا کرد. او در مجموعه‌های تلویزیونی باشگاه انتقام‌جویان (۲۰۱۷)، زنده یا مرده (۲۰۱۹)، دکتر جان (۲۰۱۹)،  سلام خداحافظ مامان! (۲۰۲۰) و  ثبت جوانی (۲۰۲۰) ایفای نقش کرده‌است.